# Остров Генриетты
Остров Генриетты (якут. Хенриетта арыыта) — остров в группе островов Де-Лонга в Восточно-Сибирском море, в северо-восточной части Новосибирских островов. Принадлежит России. Площадь около 12 км², высота — до 315 метров. Административно входит в состав республики Саха (Якутия). Является крайним северным островом Восточно-Сибирского моря.

## Геология
Остров Генриетты, как и вся группа островов Де-Лонга, относится к Верхоянско-Чукотской складчатой зоне. Горизонтально залегающие палеозойские и мезозойские песчаники покрыты излившимися базальтами.

## Климат
Довольно ровные по силе ветры дуют здесь зимой с юга, а летом с севера. Средняя температура самого тёплого месяца (июль) +0,3 °C, а наиболее холодного (март) −26,5 °C.

## Ледники
Ледниковая шапка площадью примерно 6 км² занимает наиболее высокую юго-восточную часть острова. Южные и восточные края шапки ограничены обрывами подстилающего базальтового плато, над которыми обрывы льда возвышаются на 40-50 м. На восточном же берегу в ложбине к морю спускается единственный выводной язык. По косвенным признакам толщина льда этой шапки достигает 140 м. У береговых обрывов острова встречается несколько крупных присклоновых ледников.

## История
Открыт американским полярным исследователем Джорджем В. Де-Лонгом в мае 1881 года, когда корабль исследователя, зажатый ледяными массами, дрейфовал мимо острова Генриетта и его соседа, острова Жаннетты. В 1937 году экспедиция на «Садко» Р. Л. Самойловича построила на острове Генриетты полярную станцию. Станция просуществовала до 1963 года. В настоящее время (2011 г.) остров необитаем.

## Топографические карты
- Лист карты T-57-XXV,XXVI,XXVII. Масштаб: 1 : 200 000. Состояние местности на 1957 год.